# Маршрути Wizz Air Ukraine
На цій сторінці перелічені маршрути рейсів авіакомпанії Wizz Air Ukraine.
Як типова бюджетна авіакомпанія, для зменшення витрат Wizz Air часто використовує не основні аеропорти міст прямування. Такі аеропорти переважно не мають транзитної зони, тому для пересадки у цих аеропортах може бути необхідна транзитна віза.

## Європа

### Болгарія
- Бургас — Бургас[2]
- Софія — Аеропорт Софія

### Грузія
- Кутаїсі — Кутаїсі

### Іспанія
- Жирона — Жирона—Коста-Брава
- Валенсія — Аеропорт Валенсія

### Італія
- Венеція-Тревізо — Сантанджело Тревізо імені Антоніо Канова
- Мілан-Бергамо — Аеропорт Оріо-аль-Серіо
- Рим — Рим-Ф'юмічіно
- Неаполь — аеропорт Неаполь

### Кіпр
- Ларнака — аеропорт Ларнака (з квітня 2014 року)

### Литва
- Вільнюс — Аеропорт Вільнюс

### Німеччина
Усі аеропорти Wizz Air Ukraine у Німеччині не мають транзитної зони, тому для пересадки у цих аеропортах громадянам України необхідна транзитна віза (категорія C):
- Кельн — Аеропорт Кельн/Бонн
- Дортмунд — Аеропорт Дортмунд
- Гамбург-Любек — Аеропорт Любек
- Меммінген — Аеропорт Меммінген

### Польща
- Варшава — Варшава
- Катовиці — аеропорт Катовиці
- Познань — Познань[3]

### Туреччина
- Анталья — аеропорт Анталія (сезонний)

### Україна
- Київ — Міжнародний аеропорт «Київ» (Базовий)
- Львів — Міжнародний аеропорт «Львів» імені Данила Галицького (Базовий)
- Донецьк — Міжнародний аеропорт «Донецьк» імені Сергія Прокоф'єва (Колишній базовий, діяв до 2014 року, на разі зруйнований через російсько-українську війну)
- Харків — Міжнародний аеропорт «Харків»

Напрямки з Києва до Лондона та Будапешта обслуговує угорська Wizz Air (код W6 замість WU).

## Азія

### ОАЕ
- Дубай — Міжнародний аеропорт Аль-Мактум